# 폐후 곽씨 (전한)
폐후 곽씨(廢后 郭氏, 생년 미상 ~ 기원전 54년)는 한 선제의 황후이다. 이름은 곽성군(霍成君)이다. 한 선제를 옹립한 장군 곽광과 현아의 막내 딸이다. 곽후의 모친 현아가 막내 딸을 황후로 만들기 위해 어의 순우연을 매수해 공애왕후를 독살하고, 곽성군이 황후에 올랐는데 미모가 빼어나 선제의 총애를 받았다고 한다. 하지만 곽후의 모친 현아가 허황후의 독살 혐의로 집안이 몰락하고, 곽후가 폐위 되었고, 곽후는 자살하였다고 한다.

## 가족 관계
- 부친 : 곽광(한 선제를 옹립하였다)
- 모친 : 현아
- 언니 : 곽씨
- 남편 : 한 선제